# 辽宁三沟篮球俱乐部
辽宁三沟篮球俱乐部曾经是中国全国男子篮球联赛（NBL）的一只参赛球队，成立于2008年6月27日,由辽宁三沟酒业集团有限公司和中国篮协阜新篮球学校联合组建,位于辽宁省阜新市。2012年退出NBL联赛。
2010年，球队开始参加NBL联赛，但未能通过资格赛。2011年，取得晋级赛第8名。
2012年起，因经费原因退出NBL联赛。